# Taygun Sungar
Taygun Sungar (* 2. Juli 1989 in Ankara) ist ein türkischer Schauspieler.

## Biografie
Taygun Sungar wuchs in Ankara auf. Er hat einen älteren Bruder namens Kutay Sungar, der ebenfalls Schauspieler ist. Seine Grund- und Sekundarschulausbildung absolvierte er in Ankara. Aufgrund der Arbeit seines Vaters zog er später nach Kayseri. Sein Debüt gab er 1995 in der Fernsehserie Çiçek Taksi. Danach spielte er 2000 in dem Theaterstück Serseri Gönül mit. Anschließend studierte er an der Universität des 9. September. Außerdem trat er 2010 in Kavak Yelleri auf. 
2016 setzte Sungar seine Karriere in Babam ve Ailesi fort. Unter anderem wurde er 2020 für die Serie Bay Yanlış gecastet. Zwischen 2020 und 2021 war er in Baraj zu sehen. 2023 bekam Sungar in Yalnız Kalpler eine Hauptrolle.

## Filmografie
Filme
- 2015: Takım: Mahalle Aşkına!

Serien
- 1995: Çiçek Taksi
- 2003: Gurbet Kadını
- 2004: Kuzenlerim
- 2010: Kavak Yelleri
- 2014: Kardeş Payı
- 2016: Babam ve Ailesi
- 2017: Çoban Yıldızı
- 2020: Bay Yanlış
- 2020–2021: Baraj
- 2023: Yalnız Kalpler

## Theater
- 2000: Serseri Gönül
- 2015: Çılgın Dünya
- 2016: Coriolanus
- 2018: Suç ve Ceza
- 2019: Yedi Kapılı Kent
- 2019: Gellert Tepesi’nde Düş ve Gerçek